# La Misión (Palma de Mallorca)
La Misión (en catalán sa Missió) es un barrio de la ciudad de Palma de Mallorca, Baleares, España.
Se encuentra delimitado por los barrios de San Jaime, San Nicolás, Cort, Sindicato, El Mercado y Plaza de los Patines.
Alcanzaba en el año 2007 la cifra de 1.876 habitantes.
- Datos: Q9018742